# Boloria tatrensis
Boloria tatrensis är en fjärilsart som beskrevs av Crosson du Cormier 1961. Boloria tatrensis ingår i släktet Boloria och familjen praktfjärilar. Inga underarter finns listade i Catalogue of Life.